# Meteorologiåret 1975

## Händelser

### Januari
- 10-12 januari - Minnesota, USA drabbas av en svår snöstorm. Vägar stängs av, och tågen fastnar vid Willmar [1].
- 15 januari – Med 32 meter per sekund i Måseskär, Sverige tangeras 1952 års rekord för den högsta medelvinden någonsin i Bohuslän [2].

### Mars
- 24-24 mars - Norra Minnesota, USA drabbas av en svår snöstorm [1].
- 26-29 mars - Norra Minnesota, USA drabbas av en ny svår snöstorm [1].
- 31 mars – Vid Narsarsuaqs flygplats, Grönland uppmäts temperaturen + 16,0 °C, vilket blir Grönlands högst uppmätta temperatur för månaden [3].

### Maj
- 12 maj – Den första vädersändningen från Norrköping, Sverige i Sveriges Radio-TV genomförs på direktlänk till Aktuellt och Rapport [4].
- 17 maj - 330 centimeter snö faller över Finse, Norge vilket blir Norges största snödjup någonsin på nationaldagen [5].
- 19 maj – Starka vindar orsakar skador för 2 000 000 US-dollar i Minnesota, USA [6].

### Juni
- Juni-augusti - Sverige upplever en varm sommar [7].
- 2 juni – Vid Hoyvik, Färöarna uppmäts temperaturen - 1,3 °C, vilket blir Färöarnas lägst uppmätta temperatur för månaden [8].

### Juli
- 6 juli - Stockholm, Sverige upplever sin varmaste juli månad sedan 1881 [9].
- 13 juli – I Turpansänkan, Turpan, Xinjiang, Kina uppmäts temperaturen + 48 °C (118 °F), vilket blir Kinas högst uppmätta temperatur någonsin [10].

### Augusti
- 1 augusti – Med temperaturen +37,6 °C i Montréal i Québec, Kanada noteras nytt lokalt värmerekord[11].
- 6 augusti
  - Med + 36,0 °C i Västerås, Sverige tangeras värmerekordet för Västmanland från 1933 [12].
  - Med + 36,0 °C i Örebro och Ekeby, Sverige uppmäts värmerekord för Närke [13].
  - + 35,4 °C uppmäts i Stockholm [9].
- 7 augusti - Med + 34,4 °C i Gustavsfors, Sverige uppmäts värmerekord för Värmland [14].
- 8 augusti
  - Fru Ingrid Graan i Hallunda vaknar upp och ser termometern i solen peka på + 50 grader celsius [15].
  - Med + 35,7 °C i Folkärna, Sverige uppmäts värmerekord för Dalarna [16].
  - Med + 35.2 °C i Buttle uppmäts värmerekord för den svenska ön Gotland [17].
- 9 augusti
  - I Holma, Sverige uppmäts temperaturen + 36.8 °C vilket blir Sveriges högsta uppmätta temperatur för månaden [18].
  - Med + 34,6 °C på Hanö, Sverige uppmäts värmerekord för Blekinge [19].
  - Med + 34.5 °C i Mossen uppmäts värmerekord för den svenska ön Öland[20].
  - Med + 34.1 °C i Säve på bohuslänska Hisingen, Sverige uppmäts värmerekord för Bohuslän [2].
- 10 augusti - Med + 23.7º i Kullens fyr, Sverige inträffar den varmaste svenska natten någonsin [21].
- 11 augusti
  - I Holstebro, Danmark noteras danskt värmerekord med + 36,4 °C [22].
  - Med + 34,5 °C i Åmål, Sverige uppmäts värmerekord för Dalsland [23].

### September
- September - Med över 30 millimeter i genomsnitt per dag Hovlandsdal, Norge noteras norskt månadsnederbördsrekord för månaden [24].
- 1 september – I Stehag, Sverige uppmäts temperaturen + 29.1 °C vilket blir Sveriges högsta uppmätta temperatur för månaden [18].

### November
- 10-11 november - Minnesota, USA drabbas av en svår vinterstorm. Vågorna på Övre sjön sänker "Edmund Fitzgerald" [1].

### December
- December – En mängd på 373 nederbörd faller över Björkede, Sverige vilket innebär svenskt månadsnederbörd för månaden [25].

### Okänt datum
- Kirke- og undervisningsdepartementet i Norge startar Det meteorologiske råd [26].

## Födda
- 10 juli – Kirsty McCabe, skotsk geofysiker och meteorolog.

## Avlidna
- 27 juni – Geoffrey Ingram Taylor, brittisk fysiker, matematiker och meteorolog.
- 7 juli – Jacob Bjerknes, norsk-amerikansk meteorolog.

### Fotnoter
1. 1 2 3 4  Famous Minnesota Winter Storms (Listed Chronologically) Arkiverad 7 januari 2009 hämtat från the Wayback Machine.
2. 1 2  SMHI
3. ↑  DMI
4. ↑  John Pohlmans blogg 21 november 2010 - TV-väder historik del 9 Arkiverad 15 december 2010 hämtat från the Wayback Machine.
5. ↑  MET
6. ↑  ”Arkiverade kopian”. Arkiverad från originalet den 16 juli 2010. https://web.archive.org/web/20100716103814/http://www.climate.umn.edu/pdf/day_in_weather_history/may_wx_history.pdf. Läst 16 februari 2011.
7. ↑  Aftonbladet 29 april 2003 - Toppenssommar i juli och augusti
8. ↑  DMI
9. 1 2  75 år Sverige, Carl-Adam Nycop, Bra Böcker, 1976, sidan 258 - Frukostäggen steka på taket
10. ↑   Arkiverad 7 juli 2011 hämtat från the Wayback Machine., Xinjiang Institute of Ecology and Geography, Chinese Academy of Sciences, Läst 27 april 2010.
11. ↑  ”Dan, Dan the Weatherman's Canadian Weather Trivia Page”. Arkiverad från originalet den 9 september 2013. https://web.archive.org/web/20130909001246/http://www.dandantheweatherman.com/cantriv.html. Läst 7 mars 2011.
12. ↑  SMHI
13. ↑  SMHI
14. ↑  SMHI
15. ↑  75 år Sverige, Carl-Adam Nycop, Bra Böcker, 1976, sidan 258 - 50 grader utanför sovrumsfönstret
16. ↑  SMHI
17. ↑  SMHI
18. 1 2  SMHI Arkiverad 9 september 2010 hämtat från the Wayback Machine.
19. ↑  ”SMHI”. Arkiverad från originalet den 8 september 2010. https://web.archive.org/web/20100908215559/http://www.smhi.se/kunskapsbanken/meteorologi/blekinges-klimat-1.4831. Läst 4 februari 2011.
20. ↑  ”Ölands klimat”. SMHI=. 1 november 2009. Arkiverad från originalet den 9 september 2010. https://web.archive.org/web/20100909030932/http://www.smhi.se/kunskapsbanken/meteorologi/olands-klimat-1.4870.
21. ↑  ”SMHI”. Arkiverad från originalet den 4 mars 2016. https://web.archive.org/web/20160304065821/http://www.smhi.se/kunskapsbanken/meteorologi/tropiska-natter-1.1085. Läst 8 februari 2011.
22. ↑  SMHI
23. ↑  SMHI
24. ↑  MET
25. ↑  SMHI Arkiverad 26 augusti 2010 hämtat från the Wayback Machine.
26. ↑  MET Arkiverad 15 december 2010 hämtat från the Wayback Machine.